# Азаровка (Луганская область)
Азаровка (укр. Азарівка) — исчезнувший посёлок в Лутугинском районе Луганской области Украины, входил в Успенский поселковый совет.
Население по переписи 2001 года составляло 0 человек. Почтовый индекс — 92006. Телефонный код — 6436. Занимает площадь 0,022 км². Код КОАТУУ — 4422256801.
Местный совет: 92006, Луганська обл., Лутугинський р-н, смт. Успенка, м-н. Борців Революції, 35  (укр.)
Снято с учёта 24 февраля 2012 года.